# Coalition / Życie Jak Sen
Coalition / Życie Jak Sen – split-album polskich grup muzycznych Coalition oraz Życie Jak Sen, wydany w 2002 roku.

## Lista utworów

### Coalition
1. Granice
2. Być Sobą
3. ...
4. Na Krawędzi
5. Friend Or Foe (cover Agnostic Front)
6. Filler (cover Minor Threat)

### Życie Jak Sen
7. Different Style
8. Can't You Feel
9. Brace Yourself
10. I Don't Wanna Hear It (cover Minor Threat)
11. Strong Enough
12. X-Treme